# Lajinha
Lajinha est une municipalité brésilienne de l'État du Minas Gerais et la microrégion de Manhuaçu.